# Солонецкое сельское поселение (Воронежская область)
Солоне́цкое се́льское поселе́ние — муниципальное образование в Воробьёвском районе Воронежской области Российской Федерации.
Административный центр — село Солонцы.

## История
Законом Воронежской области от 2 марта 2015 года № 18-ОЗ, Солонецкое и Квашинское сельские поселения объединены во вновь образованное муниципальное образование — Солонецкое сельское поселение с административным центром в селе Солонцы.

## Население
| 2010  | 2012  | 2013  | 2014  | 2015  | 2016  | 2017  |
| ----- | ----- | ----- | ----- | ----- | ----- | ----- |
| 1976  | ↘1886 | ↘1853 | ↘1776 | ↘1733 | ↗3666 | ↘3621 |
| 2018  |       |       |       |       |       |       |
| ↘3562 |       |       |       |       |       |       |

## Состав сельского поселения
| № | Населённый пункт                                 | Тип населённого пункта       | Население |
| - | ------------------------------------------------ | ---------------------------- | --------- |
| 1 | Гринёв                                           | хутор                        | 229       |
| 2 | Затон                                            | село                         | 732       |
| 3 | Каменка                                          | село                         | 307       |
| 4 | Квашино                                          | село                         | ↘429      |
| 5 | Первомайский                                     | посёлок                      | 556       |
| 6 | Посёлок Центральной усадьбы совхоза Воробьёвский | посёлок                      | 1180      |
| 7 | Солонцы                                          | село, административный центр | 708       |